# Стежкою війни
Стежкою війни (англ. Path to War) — американський телефільм 2002 року, режисера Джона Франкенгаймера.

## Сюжет
Після смерті Джона Кеннеді місце глави США зайняв віцепрезидент Ліндон Джонсон. Він здобув нищівну перемогу над кандидатами інших партій і став найбільш підтримуваним президентом за всю історію Америки. Його передвиборча програма, спрямована на поліпшення соціальних благ, культури, мистецтва і науки, була прикладом ідеального шляху розвитку для мирної країни. Проте вже через чотири дні після церемонії іннагураціі президенту Джонсону довелося переглянути свої погляди на політику країни. Різко загострилася ситуація у В'єтнамі, де США, приховуючи цей факт від громадськості, вже довгий час тримала свої війська, захищаючи власні інтереси в Азії. Піддавшись на умовляння міністрів Джонсон вирішує продовжувати військову кампанію, сподіваючись вирішити проблему одним потужним ударом.

## У ролях
| Актор             | Роль                                           |
| ----------------- | ---------------------------------------------- |
| Майкл Гембон      | Ліндон Джонсон                                 |
| Дональд Сазерленд | Кларк Кліффорд                                 |
| Алек Болдвін      | Роберт Макнамара, міністр оборони              |
| Брюс Макгілл      | Джордж Болл, заступник держсекретаря           |
| Джеймс Фрейн      | Річард Гудвін                                  |
| Фелісіті Гаффман  | Леді Берд Джонсон                              |
| Фредерік Форрест  | генерал Ерл Вілер                              |
| Джон Ейлворд      | Дін Раск, держсекретар                         |
| Філіп Бейкер Голл | Еверетт Дірксен                                |
| Том Скерріт       | генерал Вільям Вестморленд                     |
| Діана Скарвід     | Марні Кліффорд                                 |
| Сара Полсон       | Люсі Бейнс Джонсон                             |
| Джеррі Беккер     | Волт Ростоу                                    |
| Пітер Джекобсон   | Адам Ярмолінскі                                |
| Кліфф Де Янг      | Макджордж Банді, радник з національної безпеки |
| Джон Валенті      | Джек Валенті                                   |
| Кріс Ейгеман      | Білл Мойерс                                    |
| Френсіс Гуінан    | Ніколас Катценбах                              |
| Роберт Чіккіні    | Джозеф Каліфано                                |
| Ренді Оглсбі      | Джон Стенніс                                   |
| Віктор Слезак     | Норман Моррісон                                |
| Кертіс МакКлерін  | Кінг Мартін Лютер, молодший                    |
| Гері Сініз        | Джордж Воллес                                  |